# Liste der Bodendenkmäler in Stephanskirchen
Auf dieser Seite sind die Bodendenkmäler in der oberbayerischen Gemeinde Stephanskirchen zusammengestellt. Diese Tabelle ist eine Teilliste der Liste der Bodendenkmäler in Bayern. Grundlage ist die Bayerische Denkmalliste, die auf Basis des Bayerischen Denkmalschutzgesetzes vom 1. Oktober 1973 erstmals erstellt wurde und seither durch das Bayerische Landesamt für Denkmalpflege geführt wird. Die folgenden Angaben ersetzen nicht die rechtsverbindliche Auskunft der Denkmalschutzbehörde.

## Bodendenkmäler der Gemeinde Stephanskirchen
| Lage                       | Objekt | Akten-Nr.     | Bild |
| -------------------------- | --- | ------------- | ---- |
| Stephanskirchen (Standort) | Brückenfundamente vor- und frühgeschichtlicher Zeitstellung. | D-1-8138-0074 |      |
| Stephanskirchen (Standort) | Burgstall des Mittelalters und der frühen Neuzeit (Burg Rosenheim) sowie abgegangenes Barockschlösschen der frühen Neuzeit (Sommerhaus). Siehe auch: Burg Rosenheim                                                                  | D-1-8138-0111 |      |
| Stephanskirchen (Standort) | Brandgräber der römischen Kaiserzeit. | D-1-8138-0116 |      |
| Stephanskirchen (Standort) | Brand- und Körpergräber der römischen Kaiserzeit. | D-1-8138-0118 |      |
| Stephanskirchen (Standort) | Körpergräber des frühen Mittelalters. | D-1-8138-0119 |      |
| Stephanskirchen (Standort) | Hofwüstung des späten Mittelalters und der frühen Neuzeit (Graben). | D-1-8138-0230 |      |
| Stephanskirchen (Standort) | Untertägige mittelalterliche und frühneuzeitliche Befunde und Funde im Bereich der Katholischen Wallfahrts- und Filialkirche St. Leonhard in Leonhardspfunzen und ihrer Vorgängerbauten. Siehe auch: St. Leonhard (Leonhardspfunzen) | D-1-8138-0244 |      |
| Stephanskirchen (Standort) | Untertägige frühneuzeitliche Befunde und Funde im Bereich der Katholischen Brunnenkapelle St. Leonhard bei Leonhardspfunzen. | D-1-8138-0245 |      |
| Stephanskirchen (Standort) | Hofwüstung des späten Mittelalters und der frühen Neuzeit (Fischer am Rain). | D-1-8138-0248 |      |
| Stephanskirchen (Standort) | Brückenfundamente des Mittelalters und der Neuzeit. | D-1-8138-0250 |      |
| Stephanskirchen (Standort) | Untertägige frühneuzeitliche Befunde und Funde im Bereich der Katholischen Wallfahrtskapelle Zu den Vierzehn Nothelfern in Kleinholzen.                                                                                              | D-1-8138-0251 |      |
| Stephanskirchen (Standort) | Siedlung der römischen Kaiserzeit. | D-1-8139-0015 |      |
| Stephanskirchen (Standort) | Siedlung vor- und frühgeschichtlicher Zeitstellung. | D-1-8139-0028 |      |
| Stephanskirchen (Standort) | Verebnete Grabhügel vorgeschichtlicher Zeitstellung. | D-1-8139-0029 |      |
| Stephanskirchen (Standort) | Untertägige mittelalterliche und frühneuzeitliche Befunde und Funde im Bereich der Katholischen Pfarrkirche St. Stephanus in Stephanskirchen und ihrer Vorgängerbauten. Siehe auch: St. Stephanus (Stephanskirchen)                  | D-1-8139-0209 |      |
| Stephanskirchen (Standort) | Untertägige spätmittelalterliche und frühneuzeitliche Befunde und Funde im Bereich der Katholischen Filialkirche St. Magdalena in Baierbach. Siehe auch: St. Magdalena (Baierbach)                                                   | D-1-8139-0211 |      |